# Ken Williams (Kopist)
Ken J. Williams (* 1929 oder 1930; † 10. März 2015) war ein britisch-amerikanischer Kopist, Arrangeur und Trompeter.
Williams wuchs in London auf, wo er in den 1950er-Jahren als Kopist für die Jazz-Bands von Johnny Dankworth, Jack Parnell, Humphrey Lyttelton und Ted Heath arbeitete, ferner im Bereich der klassischen Musik für die Firma Boosey & Hawkes, für die er Kompositionen u. a. von Igor Stravinsky und Zoltán Kodály zur Veröffentlichung vorbereitete. Nachdem er den Pianisten John Lewis bei dessen Englandtournee mit dem Modern Jazz Quartet kennengelernt hatte, emigrierte Williams 1962 in die Vereinigten Staaten. In New York arbeitete er für die Firmen von Emile Charlap, Sam Herman und Mathilde Pincus. Zu den Komponisten und Arrangeuren, für die er in den folgenden Jahren tätig war, gehören Billy Byers, Benny Carter, Dick Cone, Jack Elliott, Gil Evans, Sy Johnson, Quincy Jones, Thad Jones, Oliver Nelson, Don Redman und Ron Roullier. Ferner arbeitete er für Aretha Franklin, Cleo Laine, Johnny Mathis, Frank Sinatra und Sarah Vaughan. Zusammen mit dem Kopisten Arnold Arnstein wirkte er an Leonard Bernsteins Mass und an der Uraufführung von Gian Carlo Menottis Tamu-Tamu mit. In den 1980er-Jahren war er als Kopist und Arrangeur für Benny Goodman tätig. 1980 veröffentlichte Williams das Buch Music Preparation: A Guide to Music Copying, das als Standardwerk gilt. In seinen späteren Jahren arbeitete er überwiegend für Philip Glass und gehörte der Leitung der American Society of Music Copyists an.